# Памятник плавленому сырку «Дружба»
Памятник плавленому сырку «Дружба» — памятник в Москве возле здания завода плавленых сыров «Карат», установленный в начале октября 2005 году. Известен также как памятник «Ворона и Лисица».

## Описание
Памятник изображает известных персонажей басни Ивана Крылова «Ворона и Лисица». Непримиримые (по сюжету басни) противники сидят на пеньке обнявшись и держат плавленый сырок «Дружба». Двухсоткилограммовый сырок сделан из бронзы и имеет размер один на полтора метра. Он воспроизведён максимально аутентично, в классической разноцветной упаковке.
Памятник установлен около корпуса завода, со стороны станции метро «Бутырская» и Огородного проезда.

## История
В 2004 году завод плавленых сыров «Карат» в связи с 40-летием с начала выпуска сыра «Дружба» решил увековечить данную марку и объявил конкурс на изготовление проекта памятника. В жюри вошли известные деятели искусства — модельер Валентин Юдашкин, художник Никас Сафронов, писатель Виктор Шендерович и другие. Зураб Церетели, также заинтересовавшейся идеей такого памятника, высказал следующее мнение:
Сама скульптурная композиция в моём представлении выглядела бы так: на золотом постаменте расположится большая каменная глыба, внутри которой будет вылита объёмная фигура из стекла с неизменной надписью «Дружба». Но памятник не должен быть высоким — люди должны иметь возможность притронуться к нему руками, вспомнив нежный вкус сырка.
Из 150 проектов, поступивших на конкурс, был выбран тот, на котором изображались Ворона и Лисица с сыром. Авторы проекта — профессор Алексей Семёнов и художница Марина Лескова, скульпторы — отец и сын Щербаковы. Возведение скульптурной композиции обошлось заводу по производству сырков в 500 тысяч долларов.

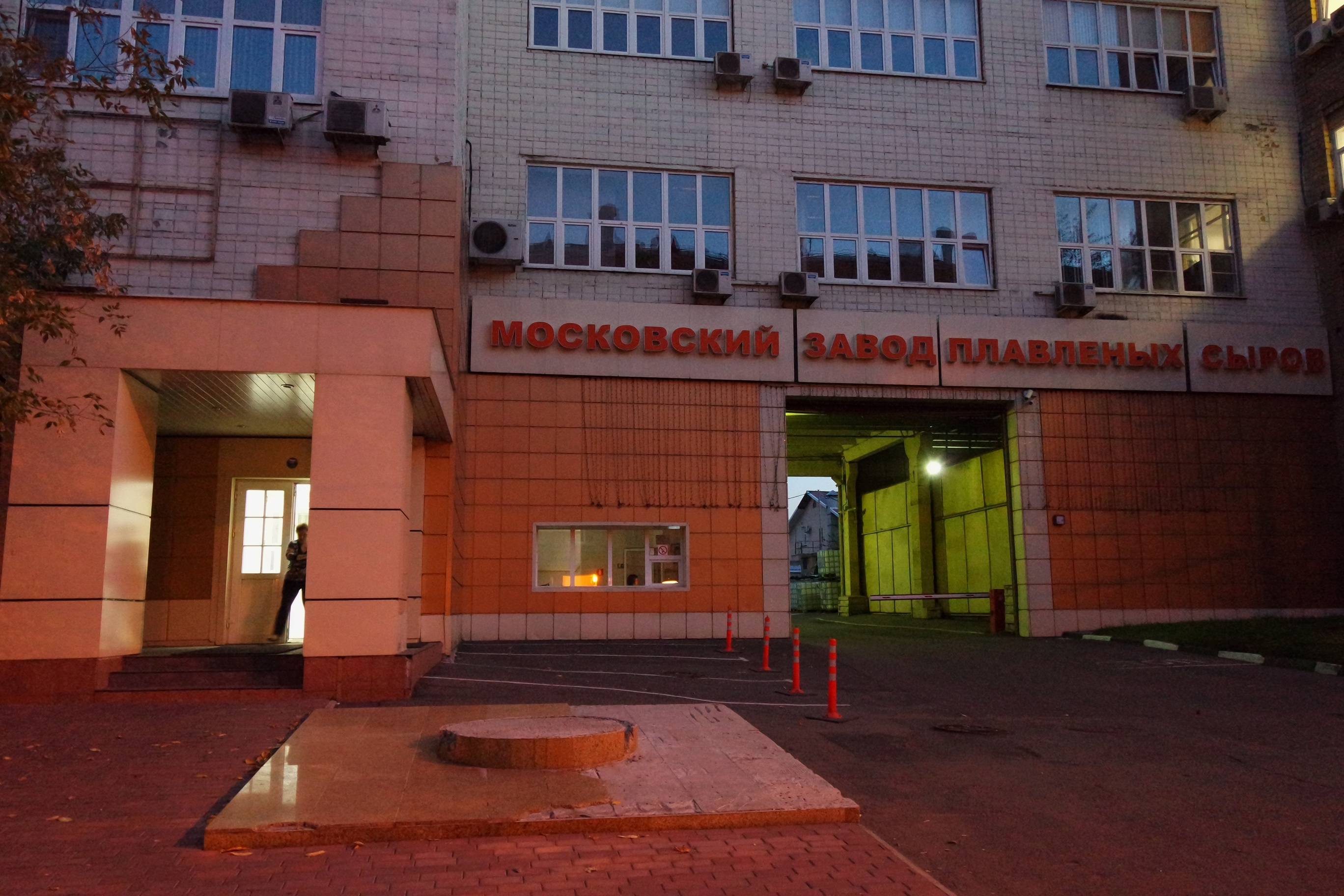
Пустой постамент после временного демонтажа памятника, 2015 год

Памятник открылся в начале октября 2005 года во время второго Московского фестиваля сыра.
30 января 2008 года неизвестными был украден главный компонент памятника — плавленый сырок. Завод пообещал за возвращение сырка вознаграждение в размере 100 тысяч рублей. Однако уже 4 февраля он был обнаружен при уборке снега возле соседнего здания, Останкинского завода бараночных изделий — по всей видимости, похитители не смогли далеко унести двухсоткилограммовый сырок.
В 2011 году в связи со строительством станции метро «Бутырская» памятник был перенесён к проходной завода, лишившись при этом своего постамента, выполненного в виде кусочка сыра, а в 2015 году убран на территорию завода. 18 августа 2020 года памятник был возвращён на первоначальное место.

## Упоминание
Памятник упоминается в песне Псоя Короленко «Песня дружбы»:
А в Москве на Руставели
Наши скульпторы сумели
Пачку «Дружбы» водрузить на пьедестал:
Два героя басни детской
Держат славный бренд советский
Из лактозы переплавленный в металл.
Вот лисица, вот ворона
Смотрят умиротворённо
И у них не выпадет из рук
Тот полутораметровый
И двухсоткилограммовый

Нашей юности родной любимый друг

## Документальные фильмы
- Памятник сырку КАРАТ. Ворона и Лисица. Октябрь 2005. Документальный фильм о подготовке к открытию памятника.